# 正八品
正八品是中国、朝鮮、越南、琉球古代官位的一个级别，属于次于從七品、高于從八品的官员，在多数朝代为县级官员的属官。

## 中國

### 魏晋南北朝
- 中书省中书主事令史、校书郎、县长、县尉、中书舍人（陈），乡侯・亭侯（梁陈）

### 隋
- 都水丞、殿内侍御史，下州录事参军事、上州各曹参军、中郡郡丞、下县县令、十二卫录事参军事

### 唐朝

#### 文武官
- 正八品上：监察御史、协律郎、翊卫、太医署医博士、军器监主簿、武库署丞、两京市署丞、上牧监丞、执乘亲事
- 正八品下：奚官/内仆/内府局令、备身、尚药局司医、京兆/河南/太原诸县丞、太公庙丞、诸宫农圃监、互市监丞、司竹副监、司农寺诸园苑监丞、灵台郎、上戍主、诸卫左右司戈

#### 女官
- 采女、奉仪（内命妇）
- 掌记、掌言、掌簿、掌闱、掌籍、掌乐、掌宾、掌赞、掌宝、掌衣、掌饰、掌仗、掌膳、掌酝、掌药、掌饎、掌设、掌舆、掌苑、掌灯、掌制、掌珍、掌计

#### 散官
- 正八品上：给事郎、宣节校尉
- 正八品下：征事郎、宣节副尉、怀化司戈

### 宋
- 七寺丞，秘书郎，太常博士，枢密院计议官、编修官，敕令所删定官，直秘阁，著作佐郎，国子监丞，诸王宫大小学教授，国子博士，大理司直、评事，训武、修武郎，内常侍，开封府诸曹参军事、军巡使、判官，京府判官，亦畿县令，两赤县丞，三京赤县、畿县令，太史局五官正，中书、门下省录事，尚书省都事
- 给事郎、承事郎、宣节校尉、御武校尉
- 医散阶：和安郎、成和郎、保安郎、成安郎、成全郎、保和郎、翰林医官

### 金
- 上县县丞、上县县尉

### 元
- 下州判官、县丞

### 明朝

#### 文武官
- 中书省：知事
- 太医院：御医
- 户部：照磨所照磨、宝钞提举司提举
- 刑部：照磨所照磨
- 工部：大通关提举司提举、营缮所所副
- 太常寺：博士、协律郎
- 都察院：照磨所照磨
- 翰林院：五经博士
- 通政司：知事
- 国子监：监丞
- 行人司：行人
- 钦天监：主簿、五官保章正
- 僧录司：左右讲经、左右觉义
- 道录司：左右至灵、阁皂山灵官、三茅山灵官
- 上林苑监：署丞
- 王府长史司：典膳正、奉祠正、典宝正、纪善、良医正、工正
- 郡王府：典膳
- 提刑按察使司：知事
- 京卫指挥使司：知事
- 卫指挥使司：知事
- 土官：都事
- 地方官：府经历、县丞

#### 女官
- 尚宫局：司记司掌记、司言司掌言、司薄司掌簿、司闱司掌闱
- 尚仪局：司籍司掌籍、司乐司掌乐、司宾司掌宾、司赞司掌赞
- 尚服局：司宝司掌宝、司衣司掌衣、司饰司掌饰、司仗司掌仗
- 尚食局：司膳司掌膳、司酝司掌酝、司药司掌药、司饎司掌饎
- 尚寝局：司设司掌设、司舆司掌舆、司苑司掌苑、司灯司掌灯
- 尚功局：司制司掌制、司珍司掌珍、司彩司掌彩、司计司掌计
- 宫正司典正

#### 散官
- 升授阶：修职郎
- 初授阶：迪功郎

### 清朝

#### 文武官
- 國子監學正、國子監學錄、欽天監主簿、太醫院御醫、五經博士、八品筆帖式、四氏學學錄、太常寺協律郎、布政司司庫大使、運鹽使司庫庫大使、道庫大使、按察司知事、外府經歷、外縣縣丞、鹽課司大使、鹽引批驗所大使、州學正、縣教諭、僧錄司左右講經、道錄司左右至靈、各部司務
- 盛京养息尉左右翼长、八品荫监生、外委千总

#### 散官
- 修职郎、奋武校尉

## 朝鮮

### 朝鮮王朝

#### 文武官
- 司录

## 琉球

### 琉球國（第二尚氏）

#### 文武官
内使郎、赞度内使，下库理里之子